# Brianola exigua
Brianola exigua är en kräftdjursart som beskrevs av Por 1967. Brianola exigua ingår i släktet Brianola och familjen Canuellidae. Inga underarter finns listade i Catalogue of Life.